# ゴッド・イズ・マイ・コーパイロット
ゴッド・イズ・マイ・コ-パイロット（God Is My Co-Pilot、意味は「神は私の副操縦士」）は、1991年からレコーディング、演奏をしていたニューヨークのクィアコア（Queercore）・バンド。その音楽は実験音楽、ノイズロック、ハードコア・パンク、アヴァンギャルド・ジャズとさまざまな言われ方をされている。『Stay Free』誌には、「我々は新しいサウンドを聞いた。"フリー・パンク"と我々はそれを呼びたい」と書かれている。しかしバンド自身はこの呼び方が嫌いで、分類されること自体好まなかった。

## メンバー構成
主要なメンバーは、シャロン・トッパー（ボーカル）、クレイグ・フラナギン（ギター）の2人である。他のメンバーは、フライ（Fly、ハイエンドベース）、ダリア・クロッツ（ローエンドベース）、フレデリック・ハーケ（ドラム）。ジョン・ゾーン、ジャド・フェア（Jad Fair）など多数のゲスト・ミュージシャンとのジョイントも多い。日本のノイズ・ロック・グループ、Melt-Bananaなどとのツアーや演奏もある。

## テーマ
ゴッド・イズ・マイ・コ-パイロットの歌詞は性やジェンダーのテーマを歌うことが多い。ゴッド・イズ・マイ・コ-パイロットは『We Signify』という歌の中でこう言っている。「……私たちは仲間に加わるロック、性差別の言語、複雑性の私たち自身の言葉でジェンダーのアイデンティティを述べるための」。英語以外の言語（フランス語、イディッシュ語、ドイツ語、フィンランド語など）で歌うこともある。ゴッド・イズ・マイ・コ-パイロットは非常に多作でアルバムも多数発表しているが、すべてインディーズからのリリースである。

## ディスコグラフィ

### スタジオ・アルバム
- 『アイ・アム・ノット・ディス・ボディ』 - I Am Not This Body (1992年、Making Of Americans)
- 『スピード・ヤ・トリップ』 - Speed Yr. Trip (1992年、Making Of Americans)
- 『ストレート・ノット』 - Straight Not (1993年、Outpunk)
- What Doctors Don't Tell You (1993年、Shrimper)
- Getting Out of Boring Time Biting Into Boring Pie (1993年、Quinnah)
- 『ハウ・トゥ・ビー』 - How To Be (1994年、Making Of Americans)
- Sex is For Making Babies (1994年、Disques Du Soleil Et De L'acier)
- 『眠らない』 - Mir Shlufn Nisht (1994年、Avant)
- 『パス・ツー』 - Puss 02 (1995年、Dark Beloved Cloud)
- Children Can Be So Cruel (1997年)
- Get Busy (1998年、Atavistic)

### ライブ・アルバム
- 『タイト・ライク・フィスト』 - Tight Like Fist: Live Recording (1993年、Knitting Factory)
- The Peel Sessions (1996年、Strange Fruit)
- Je Suis Trop Content - A Goddess Micropilot Tour CD (1997年、Dark Beloved Cloud)

### コンピレーション・アルバム
- 『ヒストリー・オブ・ミュージックVol.1』 - History Of Music: Vol 1 1989-1991 (1995年、Meldac)
- 『ヒストリー・オブ・ミュージックVol.2』 - History Of Music: Vol 2 1991-1993 (1996年、Meldac)
- The Best Of (1996年、Atavistic)

### シングル
- "Songs of Praise" (1991年)
- "Refused Medical Attention" (1991年)
- "On A Wing And A Prayer" (1992年、Funky Mushroom)
- "Gender is As Gender Does" (1992年、Funky Mushroom)
- "How I Got Over" (1993年、Ajax)
- "My Sinister Hidden Agenda" (1993年、Blackout)
- "Pissing and Hooting" (1993年、Dark Beloved Cloud)
- "Illusions Of Secrecy" (1993年、Dark Beloved Cloud)
- "When you See This Remember Me" (1993年、Dark Beloved Cloud)
- "Probable Cause; Life under Occupation; Held Down" (1993年、Outpunk) - God Is My Co-Pilot/ Fifth Column split single
- "Ykt Flot!" (1993年)
- "Sharon Quite Fancies Jo" (1994年、Soul Static Sound)
- "This Is No Time To Be Frail" (1994年、ラフ・トレード)
- "Kitty Bait" (1994年、Ajax)
- "Butch Flip" (1994年) ※Melt-Bananaとのスプリット盤
- "An Appeal To Reason" (1995年、Runt)
- "Ootko sä poika vai tyttö?" (1995年、Trash Can)
- "God Is My Co-Pilot" / "Bz Bz Ueu" (1998年、Music à la Coque) ※split 7
- "Erase-yer-head" (1999年、Pandemonium) ※#9 split EP with Melt-Banana, Tear of a doll, Camp Blackfoot, God Is My Co-Pilot